# Пјеве Лигуре
Пјеве Лигуре (итал. Pieve Ligure) је насеље у Италији у округу Ђенова, региону Лигурија.
Према процени из 2011. у насељу је живело 2542 становника. Насеље се налази на надморској висини од 162 м.

## Становништво
Према резултатима пописа становништва 2011. у општини је живело 2.582 становника.
| 1931. | 1936. | 1951. | 1961. | 1971. | 1981. | 1991. | 2001. | 2011. |
| ----- | ----- | ----- | ----- | ----- | ----- | ----- | ----- | ----- |
| 1.789 | 1.827 | 2.102 | 2.256 | 2.563 | 2.652 | 2.615 | 2.459 | 2.582 |